# SnowWorld Antwerpen
Aspen, sinds eind 2023 SnowWorld Antwerpen, is een indoorskibaan in Wilrijk, een district van de Belgische stad Antwerpen.
De skihal heeft twee pistes: een oefenpiste van 20 meter lengte en een lange afdaling kan gemaakt worden op de piste van 240 meter lengte. De piste bestaat uit echte sneeuw, en de temperatuur bedraagt -5°C. Er worden ski- en snowboardlessen gegeven en de pistes zijn zowel voor topsporters als recreanten beschikbaar. 

## Geschiedenis
Tot 2016 lag op de plaats van de indoorskihal een mattenbaan. Tegen het einde van 2016 werd deze mattenbaan afgebroken en vervangen door een indoorskihal.
In november 2017 werd de indoorskibaan geopend.
In oktober 2023 werd Aspen overgenomen door SnowWorld, de piste heropende op 21 december dat jaar.
In februari 2024 nam Alychlo, het investeringsbedrijf van eigenaar Marc Coucke, ook de ernaast gelegen ijspiste Antarctica over met de bedoeling die te slopen en er een gezamenlijke recreatiesite van te maken.